# بارنابي ردج
بارنابي رادج: حكاية من شغب الثمانين (بالإنجليزية: Barnaby Rudge: A Tale of the Riots of Eighty) (المعروفة باسم بارنابي رادج) هي رواية تاريخية كتبها الروائي البريطاني تشارلز ديكنز. وكانت هذه الرواية هي إحدى روايتين (الأخرى هي متجر الفضول القديم) نشرها ديكنز في دوريته الأسبوعية قصيرة العمر «ساعة السيد هامفري» (1840-1841). وتدور أغلب أحداث الرواية خلال أعمال شغب جوردون عام 1780.
كانت رواية بارنابي رادج خامس ما نشر من روايات ديكنز. وكان من المقرر أن تكون الأولى، ولكن تغيير ديكنز للناشرين الذين عمل معهم أدي لتأجيل نشر الرواية عدة مرات، وظهرت أول مرة في شكل مسلسل في دورية «ساعة السيد هامفري» من فبراير إلى نوفمبر 1841.
كان هذه الرواية أولى روايات ديكنز التاريخية. ولم ينتج بعدها سوى رواية تاريخية واحدة هي قصة مدينتين، والتي تدور أحداثها في زمن الثورات. وهي واحدة من أقل رواياته شعبية، ووصفها الناقد بيتر أكرويد بأنها أكثر قصة مهملة بين أعماله وإن كانت من أجملها. ونادرا ما تم اقتباسها للسينما أو التلفزيون. وآخر اقتباس لها كان عام 1960 في مسلسل تلفزيوني من إنتاج بي بي سي. وأنتج قبل هذا فيلمان صامتان عامي 1911 و1915.

## خلاصة الحبكة

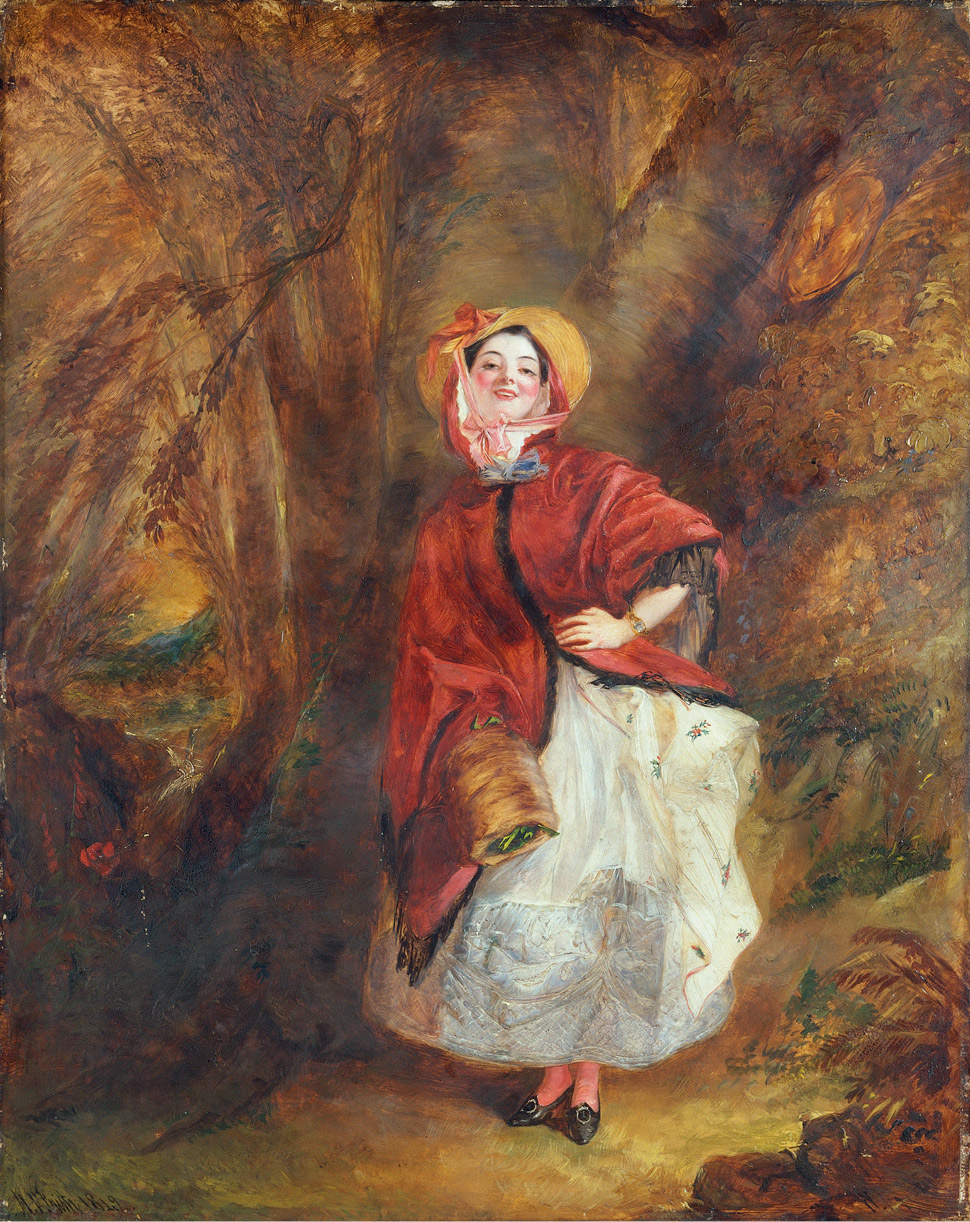
دولي فاردن بريشة ويليام بوويل فيرث (1842)

يتجمّع كلّ من جون ويليت -مالك نُزل ميبول- وأصدقائه الثلاثة حول النار في نُزل ميبول الواقع في قرية تشيغويل، وذلك في أمسية ذات طقس سيئ في عام 1775. يروي أحد هؤلاء الثلاثة -وهو سولومون ديزي- قصّة محلّيةً معروفةً لرجل غريب أشعث في النُزل؛ إذ تتحدّث هذه القصّة عن مقتل روبن هارديل قبل 22 عامًا في مثل ذلك اليوم. امتلك روبن عقارًا محلّيًا تحت اسم وارن، يقطنه حاليًا شقيقه جيفري بصحبة ابنة أخيه المُتوفّى إيما هارديل. يختفي كلّ من بستاني وخادم روبن بعد مقتله، ويكونا من ضمن المشتبه بهم في هذه الجريمة. يعثر على جثّة الخادم لاحقًا، فيُفترض أنّ البستاني هو القاتل.
يتشاجر ابن مالك النُزل جو ويليت مع والده جون، الذي يعامله وكأنّه طفل على الرغم من سنواته العشرين. يهمّ جو مايبول بالمغادرة بعد أن حظي بما يكفي من سوء المعاملة، ويقرر أن يصبح جنديًا. يذهب جو ليودّع دوللي فاردن -المرأة التي يحبّها- والتي كانت ابنة صانع الأقفال اللندني غابرييل فاردن.
وفي ذلك الوقت، يقع إدوارد تشيستر في غرام إيما هارديل. يقف كلّ من جون تشيستر -والد إدوارد- والكاثوليكي جيفري هارديل -عمّ إيما- في وجه هذه العلاقة بسبب العداوة الشديدة بينهما؛ وذلك بعد إقناع السيد جون لجيفري كذبًا بنوايا إدوارد المخزية. يعتزم السيّد جون تزويج إدوارد من امرأة ذات ثروة طائلة، كي يتسنّى له الاستمرار في أسلوب حياته المُكلف وسداد ديونه. يتشاجر إدوارد مع والده، فيغادر المنزل متّجهًا إلى جزر الهند الغربية.
يتجوّل بارنابي ردج الساذج في الأراضي برفقة غرابه الأليف المُسمّى غريب، بعيدًا عن مسار القصّة. تبدأ والدة بارنابي باستقبال زيارات من شخص أشعث، إذ تشعر بأنها ملزمة بحمايته. تتخلّى الأم لاحقًا عن الأموال التي تتلقّاها من جيفري هارديل، ثمّ تترك المدينة برفقة بارنابي دون أيّ تفسير، محاولةً الهرب من الزائر غير المرغوب فيه.
تمضي الرواية قدمًا خمس سنوات لتصل إلى أمسية باردة في أوائل عام 1780. يلمح سولومون ديزي شبحًا يلفّ حول ساعة برج الجرس في باحة الكنيسة، وذلك في الذكرى السابعة والعشرين لمقتل روبن هارديل. يروي سولومون هذا الحدث المرعب لأصدقائه في مايبول، فيرى جون ويليت أنّه ينبغي على جيفري هارديل سماع القصّة. يغادر جون النزل بصفته دليلًا برفقة هيو -سائس الخيل في ميابول- خلال عاصفة شتوية. يلتقي جون وهيو بثلاثة رجال يبحثون عن الطريق إلى لندن أثناء عودتهم إلى مايبول. يعتزم الرجال الثلاثة إيجاد مأوى لهم خلال الليل بعد أن اكتشفوا أن لندن لا تزال تبعد 13 ميلًا. تُعدّ لهم بعض الأسرّة في نُزل مايبول.
يتبيّن أن هؤلاء الزوّار هم كلّ من اللورد جورج غوردون، وسكرتيره غاشفورد، وخادمه جون غروبي. يلقي اللورد جورج خطابًا حماسيًا ومفعمًا بالمشاعر المعادية للبابوية، قائلًا (من بين أمور أخرى) أنه ستُمنح الفرصة للكاثوليكيين المُجنّدين للانضمام إلى شركائهم في الدين في القارة لمهاجمة بريطانيا. يغادر الرجال الثلاثة باتجاه لندن في اليوم التالي، محرّضين على المشاعر المعادية للكاثوليكية ومحاولين تجنيد المتطوّعين البروتستانتيين خلال مسيرتهم؛ إذ يختارون كلًّا من نيد دينيس -الجلّاد في تيبرن- وسيمون تابيرتيت -تلميذ غابرييل فاردن- ليكونا قائدين. يعثر هيو على كتيّب متروك في مايبول، فيدفعه هذه الكتيّب للانضمام إلى الحشد البروتستانتي الذي وصفه ديكنز على أنه «منثور هنا وهناك على يد المتعصّبين الساذجين دون أيّ شك، لكنّه غالبًا ما ينطوي على حثالة ومنبوذي لندن الذين عزّزت القوانين الجنائية الرديئة وأنظمة السجون الفاسدة وأسوأ أنواع رجال الشرطة الممكن تصوّرهم نموّهم». 

## روابط خارجية
- بارنابي ردج على موقع الموسوعة البريطانية (الإنجليزية)